# 柴达木臭草
柴达木臭草（学名：Melica kozlovii）为禾本科臭草属下的一个种。

## 扩展阅读
- 維基物種上的相關：柴达木臭草